# Movimento Democrático das Forças da Mudança – Partido Liberal
Die Movimento Democrático das Forças da Mudança – União Liberal (MDFM/UL), bis Mai 2022 Movimento Democrático das Forças da Mudança – Partido Liberal (MDFM/PL) (deutsch Demokratische Bewegung der Kräfte für Veränderung), ist eine Partei auf São Tomé und Príncipe, die mehrmals in der Assembléia Nacional, der Nationalversammlung von São Tomé und Príncipe, vertreten war, zuletzt 2018 in einem Wahlbündnis mit Partido de Convergência Democrática – Grupa de Reflexão (PCD) und União dos Democratas para Cidadania e Desenvolvimento (UDD).

## Gründung
Nach Meinungsverschiedenheiten mit seinem Parteivorsitzenden der Acção Democrática Independente verließ Präsident Fradique de Menezes die Partei. Seine Unterstützer in der ADI spalteten sich von dieser ab und gründeten 2001 mit Menezes als Parteivorsitzenden die MDFM/PL.

## Wahlerfolge
Mit der MDFM/PL gelang Präsident Menezes 2006 die Wiederwahl. Die MDFM/PL wurde 2002 in einem Wahlbündnis mit der Partido de Convergência Democrática – Grupa de Reflexão (PCD) zweitstärkste Partei und 2006 stärkste Partei in der Nationalversammlung jeweils mit 23 Abgeordneten. Als die beiden Bündnispartner 2010 getrennt antraten verloren beide erheblich. MDFM/PL konnte nur noch einen Abgeordneten entsenden. 2014 verpassten sie den Einzug ins Parlament. Für die Wahl am 7. Oktober 2018 trat MDFM/PL erneut in einem Wahlbündnis mit der PCD, sowie der ADI-Abspaltung União dos Democratas para Cidadania e Desenvolvimento (UDD) an.

## Namensänderung
Am 25. Mai 2022 wurde der Namenszusatz durch ein Urteil des Verfassungsgerichts (Tribunal Constitucional) in União Liberal geändert. Ursprünglich wollte man den Zusatz União Democrática nutzen, was jedoch durch eine Klage der 
UDD verhindert wurde.
Bei der Wahl am 25. September 2022 verpasste die Partei mit 2,0 % den Einzug ins Parlament.